# Технік 3-го класу
Технік 3-го класу (англ. Technician third grade, скорочено T/3) - військове звання технічного складу складу Збройних сил США у 1942-1955 роках. 
Звання техніка 3-го класу відповідало званню штаб-сержант, стройового складу.

## Історія звання
8 січня 1942 року для заміни звання рядовий/спеціаліст було введено звання «технік», яке було введено 30 червня 1942 р. Це дало технічним спеціалістам більше повноважень дорівнюючи їх до унтер-офіцерів, а не до рядового складу, як було раніше. Звання мали назву класів до яких вони відносилися: від техніка п'ятого класу до техніка третього класу. 
Тих, хто обіймав цю посаду, називали штаб-сержантом. Техніки володіли спеціалізованими навичками, які були нагороджені більш високим рівнем оплати.
Звання «техніка» були остаточно скасовані 1 серпня 1948 року, хоч у 1955 році були відновлені ранги спеціалістів, але вже серед рядового складу.

## Знаки розрізнення
Щоб зменшити плутанину, спричинену подібними знаками розрізнення, під шевронами з 4 вересня 1942 року дозволено носити вишиті знаки літери «Т» відповідних шевронах.
Технік 3-го класу, носив шеврон, з трьома кутами та однією дужкою знизу (як штаб-сержант), під якими була літера «Т». У деяких підрозділах використовувались неофіційні знаки із символікою технічної спеціальності замість «Т».

## У мистецтві

### Кінематограф
- В американському фільмі жахів 2018 року режисера Джуліуса Ейвері «Оверлорд», головними героями є парашутисти зі складу 506-го полку 101-шої повітрянодесантної дивізії . Події у стрічці відбуваються напередодні реальної  операції «Оверлорд» яка почалася 6 червня 1944 року. Головою парашутистів у літаку є сержант Ренсін (Букем Вудбайн) який носить знаки розрізнення техніка 3-го класу.